# أنتون دوبوس
أنتون دوبوس (بالرومانية: Anton Doboș)‏ (مواليد 13 أكتوبر 1965) هو لاعب كرة قدم. يلعب مع منتخب رومانيا لكرة القدم. سبق له أن لعب في كأس العالم لكرة القدم مع منتخب بلاده.

## روابط خارجية
- أنتون دوبوس على موقع الاتحاد الدولي (مؤرشف)  (الإنجليزية)
- أنتون دوبوس على موقع قاعدة بيانات كرة القدم.إي يو (الإنجليزية)
- أنتون دوبوس على موقع ناشيونال فوتبول تيمز (الإنجليزية)
- أنتون دوبوس على موقع عالم كرة القدم.نت (الإنجليزية)